# Sânpetru (okręg Hunedoara)
Sânpetru – wieś w Rumunii, w okręgu Hunedoara, w gminie Sântămăria-Orlea. W 2011 roku liczyła 254 mieszkańców.